# Llista d'àlbums de cromos en castellà
Aquesta és una llista amb els principals àlbums de cromos publicats en castellà al llarg de la història. La llista aplega només aquelles col·leccions que han circulat en algun moment o altre pels Països Catalans, motiu pel qual no hi apareixen els àlbums publicats únicament a països hispanoparlants d'Amèrica o a altres indrets. Les entrades estan classificades per tipus d'editor i ordenades per ordre alfabètic. S'hi indica la data de publicació entre parèntesis quan es coneix.
- Actualitzat a data 30/9/2015.

## Empreses d'alimentació

### Bimbo
Àlbums de cromos publicats per Bimbo (s'hi inclouen els àlbums d'adhesius reutilitzables, anomenats "Bimborama"):
- Bimborama (1972)
- Conocimientos universales (1963)
- Disney Bimbo (1977)
- El libro de las adivinanzas (1973)
- El libro de las adivinanzas 2 (1974)
- El libro de los juegos (1979)
- El mundo de las motos (1975)
- El mundo del automóvil (1976)
- El porqué de las cosas (1971)[a]
- El porqué de las cosas (Reedició, 2005)
- El porqué de las cosas 2 (1972)
- El porqué de las cosas 3 (1973)
- El show de la Pantera Rosa y el tigreton (1974)
- La aventura del tren (1974)
- La vuelta al mundo con Bimbo (1967)
- La Vuelta Ciclista de Bimbo (1994)
- Lucky Luke (1976?)
- Nuestro Mundo - Atlas ilustrado (1968)
- Nuestro Mundo 2 (1969)
- Nuestro Mundo 3 (1970)
- Orzowei (1978)
- Volar y saber (1974)
- ZooBimbo (1978)

### Coca-Cola
Àlbums de cromos publicats per Coca-Cola:
- Colección exclusiva de tarjetas Olimpicas
- Montreal (1976)
- Superman

### Damm
Àlbums de cromos publicats per Damm:
- Automóvil '71
- Homenaje a la conquista del espacio
- La vuelta al mundo en 320 cromos
- Xibeca Sport

### Danone
Àlbums de cromos publicats per Danone:
- David el Gnomo: El libro de Lisa
- Don Quijote de la Mancha
- Fútbol en acción
- Jacky, el oso de Tallac
- La batalla de los planetas (1980)
- La vuelta al mundo de Willy Fog
- Las aventuras de la abeja Maya
- Marco, de los Apeninos a los Andes
- Marco, de los Apeninos a los Andes II

### Gallina Blanca
Àlbums de cromos publicats per Gallina Blanca:
- Acertijo (Dunkin)
- Gallina Blanca I
- Gallina Blanca II

### Nestlé
Àlbums de cromos publicats per Nestlé:
- Album concurso
- Mi álbum Nestlé
- Curiosidades del universo
- Estrellas de cine
- La conquista de los Andes del Perú (1963)
- La ruta viviente
- Las maravillas del mundo
- Las maravillas del universo I (1957)
- Las maravillas del universo II
- Las maravillas del universo III
- Los juegos olímpicos (1964)
- Los misterios de las profundidades submarinas (1959)
- Los viajes de Ulises (1962)
- Panorama de la historia de España I
- Panorama de la historia de España II
- Panorama de la historia de España: Edades Moderna y Contemporánea
- Tierras lejanas

### Panrico
Àlbums de cromos publicats per Panrico:
- Caricaturas de futbolistas famosos
- El fabuloso mundo de los pájaros
- Las cien mariposas más bellas del mundo
- Los perros, sus razas y su origen

### Empreses xocolateres
Chocolates Sultana
- Esto es T.V.
- Guerra futura
- Historia de los Juegos Olimpicos
- Historia del progreso humano

Xocolates Lloveras
- Don Quijote de la Mancha (1956)
- Historia de la navegación
- Los 3 caballeros
- Simbad el marino
- Veinte mil leguas de viaje submarino
- Viaje al centro de la tierra

Xocolates Ollé
- El tambor del Bruch
- Figuras históricas: Héroes de la independencia II
- Figuras históricas: Descubridores y conquistadores

Xocolates Torras
- Cosmorama de África (1975)
- Escala en Oceanía
- Europa, nuestro continente
- Hace millones de años
- Las maravillas del mundo[b]
- Panorama zoológico (1978)
- Panorámica de América Latina
- Segunda Guerra Mundial 1939-1945
- Viajando por América del norte
- Visión de Asia

Altres empreses xocolateres
- Chocolates Hijo de Marcos Tonda: Veinte mil leguas de viaje submarino
- Chocolates Simón: 25 años de vida mundial
- Xocolates Amatller: Album nº 1
- Francisco S. Ortega: Historia y leyendas de Montserrat
- Xocolates Arumi: Robin Hood
- Xocolates Batanga: A través de Africa: Relato de aventuras del Caballero Batanga y sus amigos (1956)
- Xocolates Juncosa:
  - El fracaso del diablo
  - Simbad y la princesa
- Xocolates Kitin-Nogueroles: Caza mayor
- Xocolates Solsona:
  - Album Solsona, galletas y chocolates
  - Historia del transporte aéreo (1956)
- Suchard: Album Suchard (1930)

### Altres empreses d'alimentació
- Bollycao:
  - Fútbol liga 96-97
  - Tu mejor amigo
- Dunkin:
  - Las artes marciales
  - Mortadelo y Filemón: El medallón robado
- Clesa: Daniel el travieso
- Letona: Bobobobs
- Potax: Album del buen humor
- RAM: Africa, el mundo a través de sus continentes
- Yoplait: Inspector Gadget

## Editorials

### Albumes Españoles
- Colección universal
- Vida y Color (1965)
- Vida y Color 2 (1968)
- Vida y Color 2 (Mini-álbum)
- Vida y Color 3 (1970)

### Aston
- Batman
- Bugs Bunny
- Globs, los más locos del mundo
- Isidoro & Sonia
- Mafalda
- Pantera rosa
- Paris-Dakar, el desafio del desierto
- Tiny Toon

### Bruguera
Àlbums de cromos publicats per l'Editorial Bruguera:
- Album de zoologia
- Artistas de cine y de T.V.
- Astérix Gladiador (1969)
- Auto al día (1961)
- Auto-1967
- Banderas del universo (1956)
- Banderas y uniformes
- Ben-Hur (1959)
- Bravo oeste
- Campeones (1958)
- Caperucita roja
- Cine (1962)
- Don Quijote de la Mancha (1979)
- Enciclopedia cultura y color (1967)
- Escuadras de guerra
- España gran álbum cultural
- Famosas estrellas de la pantalla (1959)
- Famosos de la canción
- Félix, el amigo de los animales
- Fray Escoba (1962)
- Gran Enciclopedia escolar (1974)
- Historia natural
- Historia sagrada
- La conquista del espacio (1956)
- La conquista del Oeste (1963)
- La vuelta al mundo en 320 cromos (1971)
- Las vacaciones de Mortadelo (1973)
- Liga (1943-1944)
- Los diez mandamientos (1959)
- Los jovenes años de una reina
- Los tres mosqueteros
- Maravillas del mundo I (1956)
- Maravillas del mundo II
- Mariposas
- Mundolandia (1975)
- Pollyanna
- Pueblos y razas
- Radio y televisión (1963)
- Razas humanas (1959)
- Sissi emperatriz
- Todo (1971)
- Vida de Jesucristo (1961)
- Zoo Color (1973)
- ¡Vamos a la cama! (1965)
- Últimas fotografias de las más famosas estrellas I
- Últimas fotografias de las más famosas estrellas II

| • Treballs per a altres empreses |
| --- |
| - El porqué de las cosas (1970) - La vuelta al mundo en 320 cromos + Homenaje a la conquista del espacio - Nuestro Mundo - Atlas ilustrado (1968) - Nuestro Mundo 2 (1969) - Nuestro Mundo 3 (1970) |

### Casulleras
Àlbums de cromos publicats per A. Casulleras:
- Album de un capitán de quince años
- Castillos de España
- Monumentos y bellezas de España

### Cisne
Àlbums de cromos publicats per l'Editorial Cisne:
- Cisne
- Aviación
- Tanques (Ejércitos motorizados)

### Cliper
- Aviación de 1900 a 1950
- Alicia en el país de las maravillas
- El halcón y la flecha
- Héroes mundiales
- Kim de la India
- Las minas del rey Salomón
- Mujercitas
- Quo vadis?
- Robin de los bosques

### Colecciones Educativas
- Album de España en foto-cromos
- Contamos contigo
- Fantasía en color (Isla del tesoro, Ivanhoe, Cuarto de los niños, 3 pelos de oro del diablo)
- Fantasía en color (Kim de las indias, Flecha negra, Pastora de ocas, La mesa, El asno...)
- Fantasía en color (Moby Dick, El Robinson suizo, El lobo y las siete cabritas, Los niños...)

### Comic-Romo
- Auto 2000
- Autocolor
- El coche fantástico
- Los pequeños Picapiedra
- Todo moto
- Vida y color

### Crisol
- Conquistas modernas
- El mundo del futuro
- Escuadras de guerra
- Historia de las armas

### Cromo Crom
- Barbie parade
- Fútbol 80-81
- Sarah Kay, te quiero

### Cuscó
Àlbums de cromos publicats per Cuscó Artes Gráficas:
- Aviones
- Coches 89
- Coches, colección de cromos
- Terminator 2: El juicio final

### Difusora de Cultura
Àlbums de cromos publicats per Difusora de Cultura, SA:
- Batallas históricas (1974)
- Dinero de todos los paises
- El mundo de la pintura
- La aventura de la velocidad
- Toda Europa

### Disgra
- Atletas: Tokio 1964
- Campeonato de liga 1964-1965
- Campeonato mundial de futbol 1966

### Ediciones Este
Col·leccions de futbol
- Campeonato Liga 1974-1975
- Liga 1975-1976
- Fútbol, campeonato de liga 1976-1977
- Campeonato Liga 1980-1981
- Liga 1981-1982
- Liga 1982-1983
- Liga 1983-1984
- Liga 1984-1985
- Liga 1993-1994
- Liga 1994-1995
- Liga 1995-1996
- Liga 2000-2001
- Liga 2003-2004
- Liga 2007-2008
- Liga 2008-2009
- Liga 2009-2010
- Liga 2010-2011
- Liga 2011-2012
- Liga 2012-2013
- Liga 2013-2014
- Liga 2014-2015
- Liga 2015-2016
- Liga 2016-2017
- Liga 2017-2018
- Liga 2018-2019
- Liga 2019-2020
- Liga 2020-2021
- Liga 2021-2022
- Liga 2022-2023
- Liga 2023-2024
- Liga 2024-2025

Col·leccions diverses
- Billetes del mundo
- Candy Candy
- Chicho Terremoto
- Doraemon: El gato cósmico
- E.T. El estraterrestre
- El origen de la vida
- Estrellas de la T.V.
- Famosos
- Famosos del disco
- Fans
- Figuras de la T.V.
- Heidi
- Historia de las armas
- Inspector Gadget
- Jurassic Park
- Karikatas
- La aventura de la circulación
- La pequeña Lulú
- Lucky Luke
- Marca mania
- Mi dulce Candy
- Moto 80
- Power Rangers
- Sensación de vivir
- Super Festival del dibujo animado
- Super parches
- Super stars
- Tecnica y acción
- Tele Motor
- Tele pop
- Tele stars
- Ulises 31

### Ediciones Generales
- Lejano oeste
- Lejano oeste 2
- Piratas

### Ferca
- El mundo submarino
- El último mohicano
- Grandes cacerías
- Grandes conquistadores
- Grandes obras
- Guerra en Egipto
- Historia de la locomoción
- Huellas del hombre
- Inventos y viajes
- Los animales y sus crías (1967)
- Vida y aventuras de Buffalo Bill (1962)

### Ferma
- El antiguo testamento (1968)

### Fher
Àlbums de cromos publicats per Publicaciones Fher:
- 101 Dálmatas
- Alegres historietas de la T. V. Huckleberry Hound
- Alegres historietas de Tom y Jerry
- Animales de todo el mundo
- Automóviles
- Aventuras y desventuras de la Pantera rosa
- Bambi
- Banner y Flapi
- Ben-Hur
- Blancanieves y los siete enanitos
- Bonanza, los héroes de la T.V.
- Campeonato de liga 67-68
- Canción de juventud
- Ciencia y arte
- Colección Oeste de refrescos Rumbo
- Con ocho basta
- Cromos de barcos
- Daktari
- De la selva misteriosa a los abismos del mar
- Dias felices
- Dumbo
- El cid
- El increible Hulk "La Masa"
- El retorno de Heidi
- Erase una vez... La Cenicienta
- Flintstones: Los Picapiedra en episodios de la TV
- Futbol 1980-81
- Galeria Walt Disney
- Grand Prix - Libro para cromos (1977)
- Ha llegado un ángel
- Hechos famosos de la Historia de España
- Heidi
- Historia de los indios
- Historia del transporte a través de los siglos
- Historia del transporte aerero
- Historietas de la T.V.: El conejo de la suerte
- Huckleberry Hound: Alegres historietas de la TV
- La batalla de los planetas
- La familia Trapp
- La guerra de las galaxias: El imperio contraataca
- Star wars: El imperio contraataca
- La naturaleza y sus maravillas
- Los animales en su ambiente
- Los aristogatos
- Los inventos sabios
- Los Robinsones de los mares del sur
- Marcelino pan y vino
- Marisol: Rumbo a Rio
- Marisol: Un rayo de luz
- Mary Poppins
- Mazinger Z
- Mazinger Z II
- Miguel el travieso
- Mundo animal
- Mundo zoologico
- Munich "74"
- Peter Pan
- Pinocho
- Pippi Calzaslargas
- Rin-Tin-Tin
- Spider-man, el hombre araña
- Sport Billy
- Superhéroes
- Superman: The movie
- Superman II
- Tarzan
- Tiro Loco McGraw y sus amigos
- Tú a Boston y yo a California
- Un rayo de luz
- Viaje al fondo del mar
- Zoo

### Merchante
Àlbums de cromos publicats per J. Merchante:
- Baloncesto 88
- Fórmula 1
- La pandilla basura

### Maga
- A todo gas
- Africa y sus habitantes (1965)
- América y sus habitantes (1968)
- Asia y sus habitantes (1972)
- Animales y minerales (1970)
- Animales y plantas (1976)
- Armas
- Arte (1971)
- Auto flash
- Automóviles
- Ciencias (1971)
- Colección de cromos y juegos de familias
- Crom-Historia (1967)
- El mundo en guerra a través de la historia
- Familias (1978)
- Galáctica
- Grease
- Hechos y soldados del siglo XX
- Historia-ficción
- La naturaleza y el hombre (1967)
- La vuelta al mundo de Willy Fog
- Muñecas, vísteme tú
- Otros mundos
- Panorama: animales y plantas
- Trajes típicos de todo el mundo (1977)
- V
- Vida y costumbres de los vikingos
- Visión de la naturaleza (1978)
- Zoología y botánica (1969)

### Merlin
- Batman forever
- Las aventuras de Mighty Max
- Los vigilantes de la playa
- Pokémon
- Pulgarcita
- Spider-man
- Star wars: episode I
- Street Fighter II

### Mundi Cromo
Col·leccions de fitxes
- Las fichas de la liga 95/96
- Las fichas de la liga 96/97
- Las fichas de la liga 96/97
- Las fichas de la liga 97/98
- Las fichas de la liga 2000
- Las fichas de la liga 2003
- Las fichas de la liga 2005[e]
- Las fichas de la liga 2007[f]
- Las fichas quiz Liga 2014

Col·leccions de campionats
- Liga ACB 95/96
- Liga crystalcards 2006-2007[f]
- Campeonato nacional de liga 2009-2010 official quiz game collection[f]
- Liga 2010 official quiz game collection[f]
- Liga 2011 Oficial quiz game collection
- Liga 2012 official quiz game collection

### Novaro
Àlbums de cromos publicats per l'editorial Novaro:
- Animales del mar
- Animales del pasado
- Arboles
- Automoviles de ayer y de hoy
- Botes y barcos
- Cachorros de animales
- Costumbres del cow-boy
- Creciendo con Jesús
- El libro de la selva
- El perro, amigo del hombre
- El traje a través del tiempo
- Galería de pájaros
- Huckleberry Hound
- Instrumentos musicales
- La ciencia y los inventos
- La energía atomica
- La isla del tesoro
- La tierra y la ecología
- La vida de los insectos (1958)
- Libro de las Estampas de Oro: el reino animal (1957)
- Las maravillas del mundo
- Los viajes de Gulliver
- Mamíferos de Norteamérica
- Maravillas de Africa
- Maravillas de la naturaleza
- Maravillas del espacio
- Marco Polo
- Mariposas y palomillas
- Napoleón
- Peces
- Piratas
- Progresos de la aviación
- Robinson Crusoe
- Rocas y minerales
- Secretos del espacio
- Serpientes, tortugas y saurios
- Vida de Jesús

### Nueva Situación
- Aviones antiguos
- Aviones comerciales
- Aviones de caza de la Segunda Guerra Mundial
- Barcos de guerra
- Barcos de guerra II
- Blindados
- Carros de combate
- Helicópteros
- La armada española I
- Proyectiles dirigidos
- Submarinos
- Tropas de color

### Pacosa Dos
- Belfy y Lillibit
- Dragones y mazmorras
- Festival del dibujo animado
- Indiana Jones y el templo maldito
- La guerra de las galaxias
- La guerra de las galaxias: El retorno del jedi
- Spiderman, el hombre araña

### Panini
Àlbums de cromos publicats per Panini:
Col·leccions de futbol
- FC Barcelona 96-97
- FC Barcelona 2008-2009
- FC Barcelona 2010-1011
- FC Barcelona 2011-2012
- Los mejores equipos de Europa
- Los mejores equipos de Europa (1996-1997)
- Los mejores equipos de Europa (1997-1998)
- Real Madrid 96/97
- Real Madrid temporada 2007/2008
- Real Madrid 2010-2011

- Mega cracks 2005-2006
- Mega cracks 2007-2008
- Mega cracks 2009-2010
- Mega cracks 2010-2011
- Mega cracks 2011-2012
- Mega cracks 2012-2013
- Ampliación Cracks made in Spain
- We are the champions

- Derby total
- Futbol 82
- Futbol 83 (1ª y 2ª División)
- Futbol 87
- Fútbol 88
- Fútbol 89
- Fútbol 99
- Liga 2000-2001
- Liga 02-03
- Supergol de Rafael/Rudy
- Supersport

- Superliga de estrellas 2003-2004
- UEFA Champions League 2007-2008
- UEFA Euro 2008 Austria-Switzerland
- UEFA champions league 2011-2012

- España 82 Worl Cup
- México 86
- Italia 90
- France 98 world cup
- FIFA world cup Germany 2006
- South Africa 2010 FIFA world cup
- Euro 2012
- FIFA world cup 2014, Brasil

Col·leccions d'altres esports
- Basquet NBA 89
- Basquet 91

- Auto de 100 a 400 km/hora
- F1 Grand Prix
- Moto 2000
- Moto Sport
- Motor adventures
- Solo Moto
- Super Moto 1974 (1974)

Col·leccions diverses
- 101 Dálmatas
- Anastasia
- Animales
- Animales del mundo
- Animales domesticos
- Astérix
- Astérix en América
- Atlantis, el imperio perdido
- Baby Looney Tunes: día a día
- Bambi 2
- Barbie
- Barbie Rock Star
- Basil: el ratón superdetective
- Batman: The animated series
- Ben 10
- Bichos
- Blancanieves y los siete enanitos
- Bratz: Rock Angelz
- Buscando a Nemo
- Caballos
- Casper
- Daniel el travieso
- Descubriendo a los Robinsons
- Digimon
- Disney's Duck Tales (Pato aventuras)
- Dragon ball
- Dragon ball evolution
- Dragon ball Z (serie I)
- Dragon ball Z (serie II)
- Dragon ball Z (serie 4)
- Dragon ball Z (serie 5)
- Dragon ball Z: fusión
- Dragon ball Z: Warriors
- E.T. El estraterrestre
- El álbum de Garfield
- El álbum de Rebelde
- El correo de los osos amorosos
- El jorobado de Notre Dame
- El libro de la selva
- El planeta del tesoro
- El retorno de D'Artacan
- El rey león
- Foofur
- G.I. Joe
- Garfield 2000
- Gremlins
- Hamtaro
- Harry Potter
- Harry Potter y la cámara secreta
- Harry Potter y las reliquias de la muerte
- Hello Kitty
- Hércules
- Hermano oso
- High school musical 2
- I love Snoopy
- Ice age 2: El deshielo
- Invizimals
- La bella y la bestia
- La Cenicienta
- La leyenda del Príncipe Valiente
- La llamada de los Gnomos
- La Sirenita
- Los 100 cracks del jugón
- Los caballeros del zodiaco
- Los disfraces de Mortadelo
- Los osos amorosos
- Los picapiedra
- Los pitufos
- Los rescatadores en Cangurolandia
- Los Simpsons
- Los trotamusicos
- Love is ...
- Mamiferos
- Masters of the universe: La pelicula
- Mickey Story
- Miss Petticoat: Las estaciones de la felicidad
- Monster High
- Mulan
- Mundo canino y divertido
- Narnia: El león, la bruja y el armario
- Naruto: Ultra challenge
- National Geographic
- Naturaleza en peligro
- Oliver y Benji
- Oliver y Tom campeones
- Operación Triumfo
- Patito feo
- Piratas del Caribe en el fin del mundo
- Pocahontas
- Popples
- Ratatouille
- Robots
- Rugrats: ricos y mocosos
- Salvados por la campana
- Sandokan
- Sarah Kay
- Shin Chan
- Shrek 2
- Snoopy
- Spider-man
- Star wars: The clone wars
- Tamogotchi generaciones P1 y P2 cards
- Tarzan
- The real ghostbusters (los auténticos cazafantasmas)
- The Simpsons
- The Simpsons: La colección Springfield II
- Titan A.E.
- Tod y Toby
- Tom & Jerry: Memostikers
- Tortugas ninja
- Toy story
- Toy story 2
- Up
- VR troopers
- Wall.E
- West: El Oeste
- Witch: trendy style sticker book
- WWF: animales en peligro
- X-men

### Quelcom
- Barbapapa
- Jacky: el oso de Tallac
- La abeja Maya

### Ruiz Romero
- Alegres vacaciones (1949)
- Armas de Occidente
- Blancanieves y los 7 enanitos
- Blas Gordito
- Caballería (1965)
- Campeonatos nacionales de Fútbol, equipos 1ª División, temporada 1952-53. CD Málaga
- Campeonatos nacionales de Fútbol, equipos 1ª División, temporada 1952-53. Real Gijón
- Cantantes de hoy (1967)
- Caza mayor
- Davy Crocket (1966)
- El mar, fuente de vida
- El más y el menos (1975)
- El vehículo y el sello
- Estrellas de la pantalla (1954)
- Estrellas de la pantalla 2 (1954)
- Europa, geografía, política y economía
- Fabulosos (1978)
- Fútbol (1965)
- Galería de estrellas (1959)
- Garbancito de la Mancha (1954)
- Hace millones de años (1971)
- Historia de España (1973)
- Historia de la guerra (1961)
- Historia y técnica del fútbol
- Hombres de lucha (1956)
- Hombres, razas y costumbres (1972)
- Horizontes azules
- Héroes legendarios (1971)
- Infantería (1966)
- Insignias militares de fantasía (1971)
- La aviación al día (1959)
- La lucha por la vida (1958)
- La naturaleza y el sello (1956)
- La VI flota americana en su visita a España (1960)
- La vida de Jesús (1967)
- Las cruzadas (1962)
- Las cruzadas (1980)
- Lejano Oeste (1959)
- Mis cuentos
- Mis favoritos (1977)
- Mágica aventura (1970)
- Nuestros ejércitos (1982)
- Olimpiada (1957)
- Panorama zoológico
- Populares de hoy (1975)
- Quién dijo?
- Reactores (1965)
- Retorno a las minas del Rey Salomón (1964)
- Soldados del siglo XX (1960)
- Tarzán de los monos (1962)
- Tarzán el justiciero (1967)
- Tierras salvajes
- Trenes (1973)
- Tráfico infantil (1976)
- Tu mejor amigo, el perro
- Tu viaje con Ondina
- Viajes y conquistas (1976)
- Viejo Oeste
- Voces musicales (1970)

### Susaeta
- Animales de la selva
- Aviones
- Bambi
- Barcos
- Blancanieves y los siete enanitos
- Caballos
- Davy Crockett y Mike Fink
- Davy Crockett, el rey de la frontera
- Disneylandia
- El pequeño proscrito
- La bella durmiente
- La Dama y el Vagabundo
- Los aristogatos
- Robin Hood
- Tus amigos los perros

### Toray
Àlbums de cromos publicats per Ediciones Toray:
- Album Hazañas Bélicas
- Historia de la aviación
- Historia de la locomotora

### Valenciana
- El guerrero del antifaz: Album de cromos (serie I-II)
- El guerrero del antifaz: Album de cromos (serie III-IV)
- Estrellas de cine
- Hombres célebres I

### Vulcano
Àlbums de cromos publicats per Ediciones Vulcano:
- Fútbol 75/76 Campeonato Nacional de Liga
- Las aventuras de Pinocho
- Moto 2000

### Altres editorials
- Anceo: Tele-artistas, cantantes y marcas
- Antalbe: Pierrot
- Archivo del arte:
  - Far-West
  - Historia del circo
- Balet y Blay: Garbancito de la Mancha
- Bell-Crom: Los cuentos de la abuelita
- Celditor:
  - El mago de Oz
  - El mundo de Teddy Ruxpin
- Cenisio: Tarzan
- Chaos Comics: Evil Ernie
- Club Internacional del Libro:
  - Descubre con los personajes de Walt Disney (108 secretos que te interesa conocer)
  - El maravilloso mundo de Walt Disney
- Cromos Cano: Todo moto
- Cralsa: Animales y sus crias
- Cromos Ros:
  - Caricaturas
  - Los récords
- Cropán: Cruyff y los colosos de esta liga
- Culturama de México: Naturama
- Dalsa:
  - ¿Me quieres?
  - Video guay
- Danis: Un día en el zoo
- Didec: Billetes del mundo
- Dinocardz: Dinotarjetas
- Disc-Crom: Album Disc Crom, colección de fundas de discos reproducidas a todo color
- E.A.S.O.:
  - Ciencias naturales
  - Naturaleza y color
- Ediciones Estadio: Campeonato mundial de futbol USA 94
- Ediciones Eyder: Banderas y escudos
- Ediciones Ferca: Zoología, el mundo de los animales
- Ediciones Orbis: Wally por el mundo
- Ediciones Petronio:
  - Historia de España
  - Coches
- Ediciones Unidas: Motos
- Ediciones Victor: Cromos de guerra
- España: Las mil y una noches
- Exclusivas Gráficas Catalanas: Flash Gordon
- Fans Colección: Pájaro Loco
- Geprodesa: Aprende a jugar a fútbol con Johan Cruyff
- Gerplá:
  - Album foto-película (fútbol, boxeo, ciclismo)
  - Alicia en el país de las maravillas
- Gráficas Excelsior: 75 años del F.C. Barcelona
- Ibero Mundial de Ediciones: La Biblia
- J.L. Aguilar: Robinson Crusoe
- Jouceo Sas: Mega futbol 2008-2009
- Keisa:
  - El sello español
  - Geo-ciencias (1971)
- LFP: Las fichas de la liga 2001
- Lisel:
  - D'Artacan y los 3 mosqueperros
  - Las fábulas del bosque verde
- M V Editores:
  - Aprende a cuidar tu planeta
  - El gran álbum de los dinosaurios
- Marco: Rin-Tin-Tin
- Mayenor: Tom y Jerry
- Mistol: Un día en el Zoo
- Multilibro:
  - Las aventuras del gran rallye de la vuelta al mundo I
  - Nuestro planeta azul
- New Comics: El mundo de Corto Maltés
- Obra Pía Amigos del Catecismo:
  - Album de historia sagrada
  - Album del catecismo de la doctrina cristiana
- P.T.T.:
  - Los porqué de Calculín
  - Petete
- Peki: Historia de la locomoción
- Petete:
  - Ico, el espíritu de la pradera
  - Trapito
- Planeta DeAgostini:
  - Erase una vez: El cuerpo humano
  - Los deportes
- Plaza & Janés: Taron y el caldero mágico
- Producciones Editoriales: El mundo submarino
- Publicaciones Heres:
  - Al lado de los animales
  - Album fichero TV
- Raker: El automóvil a través del tiempo
- Salvat:
  - Banderas de todo el mundo
  - Campeones olímpicos
- Sigmar:
  - América histórica
  - Inventos y descubrimientos
- Sima:
  - La guerra en Corea I
  - La guerra en Corea II
- Supercromo: Dinotarjetas
- Vilamala:
  - Album de historia sagrada
  - Album la santa misa explicada a los niños
- Telekitos:
  - Olimpic motor money
  - Sellos del mundo
- Topps Tardà: Walt Disney, festival de estrellas
- Unión Distribuidora de Ediciones: Estrellas de la canción

Editorial desconeguda
- Album de artistas cinematográficos
- Album de mundo cristiano
- Coyote: Album almanaque (1946)
- Los pitufos (Album de cartas 3D)
- Real Madrid 94-95
- Tómbola Diocesana de la vivienda (240 vistas de Roma y del Concilio)
- Tómbola valenciana de caridad (240 vistas de Alemania)

## Premsa i revistes

### As
Àlbums de cromos publicats pel Diari As:
- Coches, motos y pilotos
- Del Real Madrid del siglo XX al Real Madrid del siglo XXI
- Las fichas de la liga 05/06
- Las fichas de la liga 2005[g]
- Setenta años de liga 1929-1969

### Semana
Àlbums de cromos publicats per Semana:
- Los ases de la liga 86/87
- Los ases de la liga 87/88
- Los ases de la liga 1988-89
- Los ases de la liga 1989-90

### Altres mitjans
- El Mundo Deportivo: Virtual cards: Goles memorables del Barça
- El Periódico: El libro de oro del Barça, 1899/1995
- La Vanguardia: Disneyland París
- Revista Pronto: El fabulosos álbum del mundo de los animales
- SA de Revistas, Periódicos y Ediciones: Gran historia de la aviación

## Entitats financeres

### Caixa de Barcelona
Àlbums de cromos publicats per la Caixa d'Estalvis i Mont de Pietat de Barcelona:
- Distintivos líneas aéreas
- Heráldica y banderas
- Trajes guerreros antiguos I

### Altres entitats
- Caixa de Pensions de Catalunya i Balears: El arte de Gaudí
- Caja de Ahorros Provincial: Cuaderno de dibujos instructivos ofrecido a los niños previsores

## Organismes públics
- Diputación de Palencia: El Gótico palentino